# Percy Franklin Woodcock

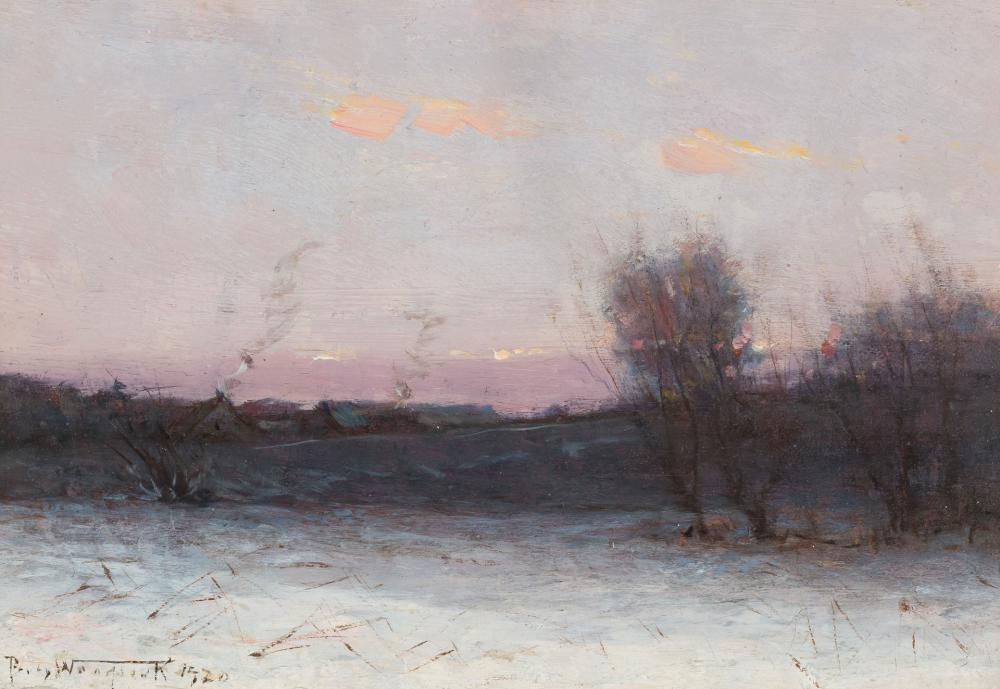

Percy Franklin Woodcock, né à Athens, Ontario, en 1855 et mort en 1936 à Montréal est un peintre canadien.

## Biographie
Percy Woodcock possède un atelier et studio de portraitiste à Montréal en 1877 avant de poursuivre ses études d'art à Paris avec Jean-Joseph Benjamin Constant, Jean-Léon Gérôme et dans l'atelier de Léon Germain Pelouse. Woodcock expose régulièrement à l'Association des arts de Montréal de 1883 à 1928, au Salon d'automne à Paris en 1881 ainsi qu'au Salon des artistes français en 1883 et 1884. Il est un collaborateur régulier de l'Académie royale des arts du Canada de 1882 à 1921. Woodcock peint surtout des paysages.
D'abord méthodiste, il se convertit avec sa famille au bahaïsme. Il devint membre du New York City Baha'i Board of Council en 1910 et du Baha'i Temple Unity en 1911. Il a rencontré  'Abdu'l-Bahá à de nombreuses occasions et particulièrement à Paris en 1911.

## Musées et collections
- Une ferme canadienne, 1872, Musée des beaux-arts de Montréal
- La Jeune Mère, entre 1878 et 1882, Musée national des beaux-arts du Québec[4]
- Fantômes, vers 1891, 24 × 33 cm, Musée McCord[5]
- Près de Châteauguay, Québec, 1915, 72,3 × 99,6 cm, Musée des beaux-arts du Canada[6]
- Une vue près de Montréal, 1916, Musée des beaux-arts de Montréal